# رابرت کوتیک
رابرت کوتیک (انگلیسی: Robert Kotick؛ زادهٔ ۱۹۶۳ (۶۱–۶۲ سال)) یک بازرگان اهل ایالات متحده آمریکا است.